# Ottoa oenanthoides
Ottoa oenanthoides är en flockblommig växtart som beskrevs av Carl Sigismund Kunth. Ottoa oenanthoides ingår i släktet Ottoa och familjen flockblommiga växter. Inga underarter finns listade i Catalogue of Life.